# Koyoharu Gotōge
吾峠 呼世晴
Koyoharu Gotōge (吾峠 呼世晴, Gotōge Koyoharu), né le 5 mai 1989 à Fukuoka (Île de Kyūshū), est un mangaka japonais connu pour son manga Demon Slayer (2016–2020). La véritable identité de Gotōge, ainsi que son genre, reste inconnue. Gotōge se représente par un avatar de crocodile portant des lunettes.

## Biographie
Gotōge est né dans la préfecture de Fukuoka, au Japon, le 5 mai 1989. L'auteur utilise un pseudonyme pour préserver son anonymat et a indiqué préférer les pronoms de genre neutres.
En 2013, Gotōge a fait ses débuts lors des 70ème Jump Treasure Newcomer Manga Awards avec le one-shot Kagarigari (過狩り狩り).Trois autres one-shots suivirent : Monju Shirō Kyōdai  / 文殊史郎兄弟 (Jump Next !) en 2014, Rokkotsu-san / 肋骨さん (Weekly Shōnen Jump) en 2014, et Haeniwa no Zigzag / 蠅庭のジグザグ (Weekly Shōnen Jump) en 2015.
Après l'échec de Haeniwa no Zigzag, Tatsuhiko Katayama (l'éditeur de Gotōge) lui suggère de lancer une série avec un « thème facile à comprendre ». La première œuvre de Gotōge, Kagarigari, servira ainsi de base à Demon Slayer. La série sera publiée dans le Weekly Shōnen Jump du 15 février 2016 au 18 mai 2020. Elle devint un succès planétaire, avec plus de 150 millions d'exemplaires en circulation (y compris les copies numériques) en février 2021, ce qui en fait l'un des mangas les plus vendus de tous les temps.
En février 2021, Gotōge a déclaré que son prochain projet serait une comédie romantique de science-fiction.

## Œuvres
- 2013 : Kagarigari (過狩り狩り)
- 2014 : Monju Shiro Kyodai (文殊史郎兄弟)
- 2014 : Rokkotsu-san (肋骨さん) – dessinateur, scénariste
- 2015 : Haeniwa no Zigzag (蠅庭のジグザグ)
- 2016–2020 : Demon Slayer (鬼滅の刃, Kimetsu no Yaiba) – dessinateur, scénariste, auteur
- 2019 : Koyoharu Gotouge : Histoires courtes (吾峠呼世晴短編集, Gotōge Koyoharu Tanpenshū) – dessinateur, scénariste
- 2020 : Kimetsu no Yaiba : Rengoku Kyoujurou Gaiden (鬼滅の刃 煉獄杏寿郎 外伝) – scénariste
- 2020 : Demon Slayer : Spin-off (鬼滅の刃 外伝, Kimetsu no Yaiba Gaiden) – scénariste
- 2021 : Kimetsu Gakuen! (キメツ学園) – scénariste

## Distinctions
Koyoharu Gotōge se voit décerner le Prix Noma de publication culturelle (ja) (野間出版文化賞, Noma shuppan bunka-shō) lors de sa seconde édition organisée par Kōdansha en 2020,.